# La Paz, Leyte

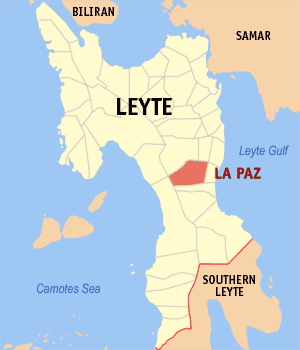
Bản đồ Leyte với vị trí của La Paz

La Paz là một đô thị hạng 5 ở tỉnh Leyte, Philippines. Theo điều tra dân số năm 2000 của Philipin, đô thị này có dân số 17.627 người trong 3.473 hộ.

## Các đơn vị hành chính
La Paz được chia ra 35 barangay.
| - Bagacay East - Bagacay West - Bongtod - Bocawon - Buracan - Caabangan - Cacao - Cagngaran - Calabnian - Calaghusan - Caltayan - Canbañez | - Cogon - Duyog - Gimenarat East - Gimenarat West - Limba - Lubi-lubi - Luneta - Mag-aso - Moroboro - Pansud - Pawa - Piliway | - Poblacion District 1 - Poblacion District 2 - Poblacion District 3 - Poblacion District 4 - Quiong - Rizal - San Victoray - Santa Ana - Santa Elena - Tabang - Tarugan |